# Індосат
Індосат (нім. indossat) — особа, якій передаються цінні папери (чеки, векселі тощо) за передатним написом — індосаментом.